# ディズニー・ドリームス・オン・パレード
ディズニー・ドリームス・オン・パレード（Disney's Dreams on Parade）は、2003年1月25日～2006年3月30日まで開催された東京ディズニーランドの昼のパレードである。NTTドコモが提供していた。

## 概要
東京ディズニーランドの開園20周年を記念してスタートしたパレード。7つのテーマランドを意識したフロートが特徴である。「東京ディズニーランド20thアニバーサリー」と同時にスタートされ、その後もアニバーサリーイベント終了後も好評につき継続された。また、このパレードは2006年3月30日まで実施されたが、その翌日からはフロートなどはそのままに、曲の変更やフロートの構成（位置）などを変更しリニューアルされた「ディズニー・ドリームス・オン・パレード"ムービン・オン"」がスタートしている。このパレードの山車の設計、製作とメンテナンスは東宝映像美術が担当。なお、このパレードのフロート数は18台であり、2020年現在、東京ディズニーランドの歴代デイパレードの中で最多である。

## 変遷

### 20周年版
2003年1月25日〜2004年4月11日にかけて開催。20周年を祝う内容となっている。先頭のフロートに20 YEARSという20周年のロゴが掲げられた。

### レギュラー版
2004年4月12日〜2006年3月30日にかけて開催。基本的な構成は20周年版と同じだが、以下の変更点がある。
- 先頭のフロートにあった20 YEARSというロゴが無くなった。
- ショーモードの歌詞にあった"20 years〜"というフレーズの部分が削除されている。
- また、上記の歌詞の変更に伴い、ショーモード中のアナウンスの部分の台詞が変更されている。

なお、20周年版からパレードで使われており、20周年のテーマソングでもあった「Make a Wish」という曲は、上記の変更はされているが、レギュラー版でも使用されている。

## フロート構成・登場キャラクター
- ザ・ドリーム・ビギン
  - フローラ、フォーナ、メリーウェザー（ディズニー映画『眠れる森の美女』より）
- ドリームス・オブ・ザ・グッド・オールド・デイズ
  - デイジーダック
  - ファイファー、フィドラー、プラクティカル、ビッグ・バンド・ウルフ（ディズニー映画『三匹の子ぶた』より）
  - メリー・ポピンズ、バート（ディズニー映画『メリー・ポピンズ』より）
- ドリームス・オブ・ザ・フロンティア・スピリット
  - チップとデール、クララ・クラック、ホーレス・ホースカラー、クララベル・カウ
  - ウッディ、ジェシー（ディズニー/ピクサー映画『トイ・ストーリー2』より）
- ドリームス・オブ・フレンドシップ
  - プルート
  - ブレア・ラビット、ブレア・ベア、ブレア・フォックス（ディズニー映画『南部の唄』より）
- ドリームス・オブ・イマジネーション
  - ダンボ（ディズニー映画『ダンボ』より）
  - ピノキオ、ゼペット（ディズニー映画『ピノキオ』より）
  - ミッキーマウス
  - アリス、マッドハッター（ディズニー映画『ふしぎの国のアリス』より）
  - ピーター・パン、ウェンディ（ディズニー映画『ピーター・パン』より）
- ドリームス・オブ・ラフター
  - グーフィー
  - サリー、マイク（ディズニー/ピクサー映画『モンスターズ・インク』）
- ドリームス・オブ・インフィニティ
  - バズ・ライトイヤー（ディズニー/ピクサー映画『トイ・ストーリー』より）
- ドリームス・オブ・パラダイス
  - ドナルドダック
  - キング・ルイ、バルー（ディズニー映画『ジャングル・ブック』より）
- ドリームス・オブ・ハッピリー・エバー・アフター
  - 白雪姫、プリンス（ディズニー映画『白雪姫』より）
  - オーロラ姫、フィリップ王子（ディズニー映画『眠れる森の美女』より）
  - ビースト（パレード中は王子の姿で登場）、ベル（ディズニー映画『美女と野獣』より）
  - シンデレラ、プリンス・チャーミング（ディズニー映画『シンデレラ』より）
  - ミニーマウス

ドリームス・オブ・ハッピリー・エバー・アフターの後には、スポンサーであるNTTドコモのロゴが付いた「スポンサーロゴ・フロート」が置いてある。このフロートは続く「ディズニー・ドリームス・オン・パレード"ムービン・オン"」、「ジュビレーション!」を経て「ハピネス・イズ・ヒア」に至るまで15年間にわたり、デザインやロゴの変更を施した上で使用され続けていた。

## 使用楽曲
- ディズニー・ドリームス・オン・パレード Disney's Dreams on Parade
- 昔なつかし夏の頃 In the Good Old Summer Time
- デイジー・ベル （バイシクル・ビルト・フォー・トゥー） Daisy Bell (Bicycle Built for Two)
- イースター・パレード Easter Parade
- タコをあげよう Let's Go Fly a Kite
- 大峡谷 Grand Canyon Suite
- カラー・オブ・ザ・ウィンド Colors of the Wind
- ホーダウン・フロム・ロデオ Hoedown from Rodeo
- ウッディのラウンドアップ Woody's Roundup
- バッファロー・ギャルズ Buffalo Gals
- カン・カン Can Can
- カム・アゲイン Come Again (Come On In)
- エヴリバディ・ハズ・ア・ラフィング・プレイス Ev'rybody Has a Laughing Place
- ジッパ・ディー・ドゥー・ダー Zip-A-Dee-Doo-Dah
- 右から2番目の星 The Second Star to the Right
- 星に願いを When You Wish Upon A Star
- きみもとべるよ! You Can Fly! You Can Fly! You Can Fly!
- ウェルカム・トゥ・トゥーンタウン Welcome toToontown
- 君がいないと If I Didn't Have You
- ドリームス・オブ・ザ・フューチャー Dreams of the Future
- 魅惑のチキルーム The Tiki, Tiki, Tiki Room
- ザ・ベアーネセシティ The Bare Necessities
- 君のようになりたい I Wan'na Be Like You
- トラッシング・ザ・キャンプ Trashing the Camp
- ハティ大佐のマーチ Colonel Hathi's March
- 美女と野獣 Beauty and the Beast
- 夢はひそかに A Dream Is a Wish Your Heart Makes
- メイク・ア・ウィッシュ Make a Wish